# Dziura nad Wapiennikiem
Dziura nad Wapiennikiem – jaskinia w Dolinie Kościeliskiej w Tatrach Zachodnich. Wejście do niej położone jest na zachodnim zboczu Doliny Kościeliskiej, za Bramą Kraszewskiego, na wysokości 1080 m n.p.m. Jaskinia jest pozioma, a jej długość wynosi 14,5 metrów.

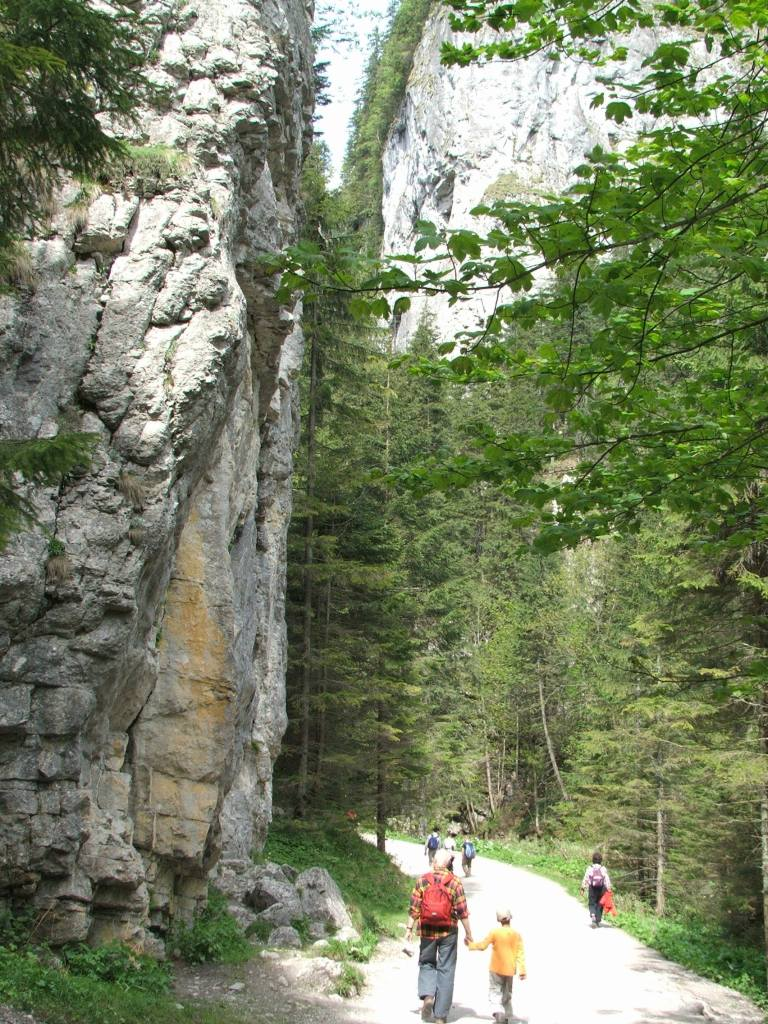
Brama Kraszewskiego w Dolinie Kościeliskiej

## Opis jaskini
Jaskinią jest ciasny korytarz zaczynający się w niewielkim otworze wejściowym, a kończący szczeliną nie do przejścia.

## Przyroda
W jaskini można spotkać nacieki grzybkowe i mleko wapienne. Ściany są mokre, brak jest na nich roślinności.

## Historia odkryć
Jaskinię odkryli w październiku 1933 roku Stefan Zwoliński i Jerzy Zahorski.